# Середина (Росія)
Середи́на (рос. Середина) — присілок у складі Юр'янського району Кіровської області, Росія. Входить до складу Верховинського сільського поселення.
Населення становить 6 осіб (2010, 26 у 2002).
Національний склад станом на 2002 рік — росіяни 100 %.